# Diaparsis nikami
Diaparsis nikami är en stekelart som beskrevs av Kanhekar 1988. Diaparsis nikami ingår i släktet Diaparsis och familjen brokparasitsteklar. Inga underarter finns listade i Catalogue of Life.